# Гран-Виа (Мадрид)
Гран-Виа (исп. Gran Via — «большая дорога») — улица Мадрида, неофициально считающаяся главной улицей столицы Испании.

## История улицы
Проспект был заложен 5 апреля 1910 года королём Альфонсо XIII, который в ходе торжественной церемонии с помощью кирки выдолбил первый камень от дома священника при церкви Сан Хосе. Этим актом было положено начало сносу более 300 зданий, необходимому для прокладки улицы.
5 апреля 2010 года внук Альфонсо XIII, король Испании Хуан Карлос I принял участие в специальной церемонии на улице Гран-Виа в честь её столетнего юбилея. Накануне этого дня на Гран-Виа был открыт специальный бронзовый макет улицы, отмечающий её 100-летие.

## Особенности улицы
Гран-Виа имеет множество интересных особенностей, связанных с историей архитектуры и бурной историей Испании.
- На Гран-Виа, д. 28 расположено здание компании Telefónica («Телефоника»), считавшееся в начале XX века первым небоскребом Европы. Здание было построено по проекту испанского архитектора Игнасио де Карденаса Пастора (Ignacio de Cárdenas Pastor).
- Гран-Виа — это неофициальное название будущего проспекта, существовавшее еще на стадии проекта, но официально закрепленное за улицей лишь в 1981 году.
- Нынешняя Гран-Виа при своем основании по названиям была разделена на целых три части, каждая из которых носила имена различных политиков старой Испании. Позднее, в конце 1930-х годов, в период левого республиканского правительства, современная Гран-Виа некоторое время даже называлась Avenida de Rusia («улица России»), а затем даже Avenida de la Unión Soviética, при Франко улица называлась «проспект Хосе Антонио» в честь основателя фалангистского движения Хосе Антонио Примо де Ривера.